# Daniela Kapitáňová
Daniela Kapitáňová (ur. 30 lipca 1956 w Komárnie) – słowacka pisarka.
Jest absolwentką reżyserii na Akademii Sztuk Scenicznych w Pradze.
Zadebiutowała w 2000 roku powieścią Samka Tale księga o cmentarzu (org. Kniha o cintoríne), opublikowaną pod pseudonimem Samko Tale. Książka od razu stała się sukcesem. Narratorem powieści jest upośledzony zbieracz makulatury, opisujący życie w Komárno. Jego specyficzny język i naiwny sposób rozumowania były na tyle sugestywne, że niektórzy krytycy uznali, że Tale naprawdę istnieje, a książka jest rzeczywiście jego dziełem. Rodziło to pretensje do wydawcy, który rzekomo opublikować miał zapiski osoby niepełnosprawnej umysłowo. Pojawiło się jednak także wiele pozytywnych recenzji – powieść chwalono za oryginalny temat, poczucie humoru, autentyczność głównego bohatera i jego języka, zdolność do obserwowania psychologicznych szczegółów i sportretowanie życie małego miasteczka, z całym bogactwem typów i środowisk społecznych. Sama Tele przyrównywano do Forresta Gumpa, Oscara z Blaszanego bębenka oraz Szwejka. Powieść przetłumaczono na kilka języków, w tym na angielski (2010, tłum. Julia Sherwood), polski (2007, tłum. Izabela Zając i Miłosz Waligórski), czeski (2004), szwedzki (2006), francuski (2006), rosyjski (2007), arabski (2008), niemiecki (2010) i turecki (2011). The Guardian uznał angielski przekład powieści za jedną z najważniejszych książek 2010 roku.
Kolejne książki autorki to Nech to zostane v rodine! (2005), Vražda v Slopnej (2008) i Five x Five (2011).
Jest redaktorem w Słowackim radiu oraz nauczycielką kreatywnego pisania.